# Гідрометеорологія
Гідрометеороло́гія — наукова дисципліна, що вивчає процеси, які відбуваються у гідросфері та атмосфері Землі, узагальнює дані метеорології, гідрології, океанології, геофізики та гідрохімії, розробляє методичні питання моніторингу довкілля. В глобальному планетарному масштабі такі дослідження координуються Всесвітньою метеорологічною організацією (ВМО) — спеціалізованою міжурядовою установою ООН та Міжнародною гідрологічною програмою ЮНЕСКО.
Наукові засади гідрометеорології в Україні формуються розробками провідної науково-дослідної установи в цій області — Українського гідрометеорологічного інституту НАН України та ДСНС України.
Гідрометеорологічні дослідження також виконуються в Одеському державному екологічному університеті та Київському національному університеті імені Тараса Шевченка та ін.
Прикладні засади гідрометеорології в будь-якій країні реалізують національні метеорологічні та гідрологічні служби, які займаються гідрометеорологічною діяльністю.
В Україні термін «національна гідрометеорологічна служба» стосовно колишньої гідрометслужби України вперше офіційно з'явився в Законі України «Про гідрометеорологічну діяльність» (1999 рік). Він цілком відповідає термінології Всесвітньої метеорологічної організації, яка об'єднує понад 190 країн і координує діяльність «національних метеорологічних і гідрологічних служб» (НМГС), не залежно від їх автентичних назв і відомчої підпорядкованості в кожній країні.

## Гідрометеорологічна діяльність
В Україні з 2011 року (після ліквідації Державної гідрометеорологічної служби у складі Міністерства надзвичайних ситуацій України, а згодом — у 2012 році, реорганізації й самого МНС) національну гідрометеорологічну службу представляє Український гідрометеорологічний центр Державної служби України з надзвичайних ситуацій, якому підпорядковано 25 підвідомчих гідрометеорологічних організацій (в яких працює понад 4200 осіб).

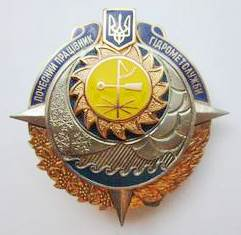
Нагрудний знак «Почесний працівник гідрометслужби України» (вручався протягом 1999—2012 рр.)

Гідрометеорологічна діяльність — діяльність національної гідрометеорологічної служби, інших юридичних осіб незалежно від форм власності та фізичних осіб, спрямована на здійснення спостережень за гідрометеорологічними умовами (на річках, озерах, морях), геофізичними процесами в атмосфері, аналізу й узагальнення отриманих даних, активних впливів на гідрометеорологічні процеси, забезпечення гідрометеорологічною інформацією, прогнозами і попередженнями про небезпечні та стихійні гідрометеорологічні явища органів державної влади, органів місцевого самоврядування, населення, а також гідрометеорологічне обслуговування заінтересованих юридичних та фізичних осіб.

## Гідрометеорологічні спостереження
Основою практичної гідрометеорології є державна система гідрометеорологічних спостережень — комплексна багаторівнева спостережно-інформаційна система, призначена для проведення систематичних спостережень за гідрометеорологічними умовами (на річках, озерах, морях), станом атмосфери, забруднення довкілля (забруднення вод, повітря) під впливом природних і антропогенних факторів та забезпечення споживачів інформацією про їх фактичний та очікуваний стан.
Центральна геофізична обсерваторія ДСНС України є головною гідрометеорологічною організацією з питань методичного керівництва проведення метеорологічних, геліогеофізичних, аерологічних, гідрологічних спостережень та спостережень за хімічним і радіоактивним забрудненням довкілля. Здійснює збір, обробку, систематизацію, аналіз та узагальнення даних спостережень і підготовку матеріалів для їх використання та подальшого зберігання в Галузевому державному архіві гідрометслужби.

## Гідрометеорологічне забезпечення
Важливою функцією гідрометеорологічних організацій є гідрометеорологічне забезпечення — діяльність органів національної гідрометеорологічної служби, спрямована на обов'язкове і систематичне доведення гідрометеорологічної інформації загального користування, а також термінової гідрометеорологічної інформації до органів державної влади, органів місцевого самоврядування та населення.

## Вищі навчальні заклади
У вищих навчальних закладах ведеться підготовка фахівців спеціальності «Науки про Землю» за освітньо-професійними програмами з гідрології та метеорології, що мають гідрометеорологічну спрямованість, зокрема в:
- Одеському державному екологічному університетові (також з океанології);
- Київському національному університетові імені Тараса Шевченка (кафедра гідрології та гідроекології);
- Чернівецькому національному університетові імені Юрія Федьковича;
- Дніпропетровському національному університетові імені Олеся Гончара;
- Східноукраїнському національному університетові імені Володимира Даля (м. Сєвєродонецьк).

Виходять періодичні наукові видання: «Український гідрометеорологічний журнал», «Наукові праці Українського гідрометеорологічного інституту», «Гідрологія, гідрохімія і гідроекологія», «Праці Центральної геофізичної обсерваторії».